# Piéla (département)

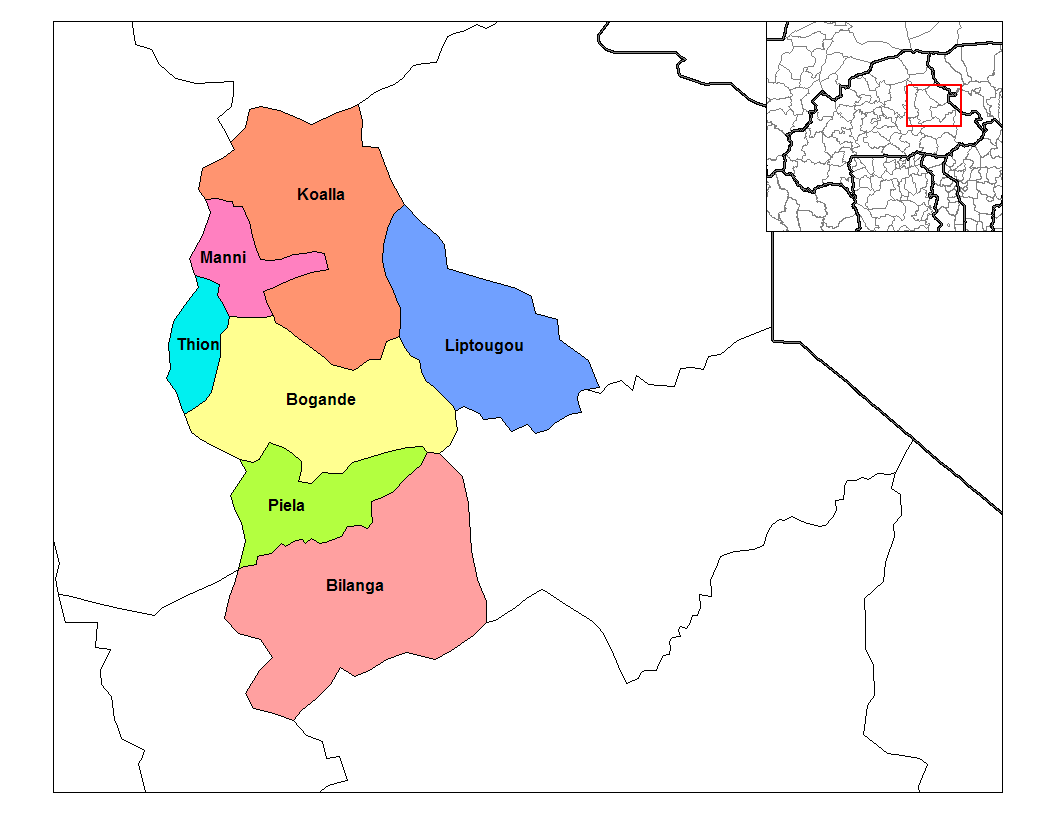
Localisation de la province de Gnagna

Piéla  est un département du Burkina Faso située dans la province de Gnagna et dans la région Est.
- En 2006, le dernier recensement comptabilise 55 672[1] habitants

- En 2019, le dernier recensement comptabilise 79 488 habitants[2].

## Villes
Le département se compose d'un chef-lieu:
- Piéla

et de 37 villages:
| - Badalgou - Banoassi - Bouskomi - Dabesma - Dabilgou - Diabatou - Djoari - Dorongou - Doyana - Gaboassi | - Gori - Guimboari - Kalari - Kalembaogo - Kankalsi - Karinama - Kongaye - Korindiaka - Korongou | - Kotouri - Kouri - Langnoassi - Margou - Marmiga - Nakodou - Nalongou - Namagdou - Namoungou | - Noali - Sorgou - Souroungou - Tangaye - Tiabdou - Tiongo-Lampiadi - Tiongo-Pani - Tiongo-Pori - Tougoudadou |